# Чамба (приток Подкаменной Тунгуски)
Чамба (также Чамбэ) — река в Эвенкийском районе Красноярского края России, правый приток Подкаменной Тунгуски. Длина реки — 226 км. Площадь водосборного бассейна — 4080 км².
Река берёт начало в болотах в средней части Центральнотунгусского плато на высоте более 500 м над уровнем моря. От истока течёт на юго-запад, протекает через озеро Мудыиль. Затем поворачивает на запад и течёт по холмистой местности с преобладанием лиственницы и берёзы. Русло реки часто заболочено. Приняв три крупных притока, поворачивает на юго-запад и юг. В среднем и нижнем течении образует юго-восточную границу Тунгусского заповедника. Впадает в Подкаменную Тунгуску по правому берегу на отметке 238 м над уровнем моря, выше впадения Собы, в 1163 км от устья Подкаменной Тунгуски. Ширина перед устьем составляет 32 м при глубине 0,6 м. Скорость течения в низовьях — 0,7-1,2 м/с. 

## Основные притоки
Указаны поименованные притоки длиной 30 км и более
| Название        | Расстояние от устья | Длина | Положение |
| --------------- | ------------------- | ----- | --------- |
| Макикта         | 45                  | 40    | правый    |
| Огнё            | 63                  | 32    | правый    |
| Хушма           | 87                  | 117   | правый    |
| Нижняя Дулюшма  | 94                  | 75    | правый    |
| Верхняя Дулюшма | 114                 | 60    | правый    |

## Данные водного реестра
По данным государственного водного реестра России и геоинформационной системы водохозяйственного районирования территории РФ, подготовленной Федеральным агентством водных ресурсов:
- Бассейновый округ — Енисейский
- Речной бассейн — Енисей
- Речной подбассейн — Подкаменная Тунгуска
- Водохозяйственный участок — Подкаменная Тунгуска от истока до впадения Чуни
- Код водного объекта — 17010500112116100037298